# Таксила
Таксила или Такшашила (санскр. तक्षशिला Taksha-çilâ — скала Такши) — столица древнеиндийского народа гандхаров, находившаяся в Пенджабе, в трёх днях пути к востоку от Инда. Там располагалась резиденция царя гандхаров Такши, от которого, возможно, город получил имя. Основатель индийской археологии Александр Каннингем нашёл его остатки в Сах-дхари (Sahh-dharî), на расстоянии одной мили к северо-востоку от Калакисараи (Kala-kosârâî).
Город возник на пересечении трёх крупнейших торговых путей. В «Рамаяне» основателем Таксилы указан Бхарата, младший брат Рамы, а назван он был в честь его сына Такши. Считается, что в Таксиле на великом празднике змеиного жертвоприношения была впервые исполнена «Махабхарата». У Птолемея и других классических писателей он именуется Таксила, а сам царь — Таксил. Арриан описывает Такшашилу как большой и богатый город, наиболее населённый среди всех городов между Индом и Гидаспом. В буддийской литературе (Фасянь, Сюаньцзан) Таксила упоминается как большой университетский центр, в котором обучались и преподавали выдающиеся буддийские мыслители. Здесь были обнаружены одни из самых ранних изображений Будды.
Таксила была, по-видимому, столицей самой восточной сатрапии Саттагидия державы Ахеменидов. Во время похода Александра Македонского в Индию царь гандхаров, давно враждовавший с соседним индийским царём Пором, вступил с греками в союз и впустил их в Такшашилу, где они, в частности, впервые увидели индийского аскета, учение и аскетические упражнения которого изумили их. В решительном сражении союзных войск Александра и царя гандхаров с полчищами Пора, произошедшем на берегах Витасты-Гидаспа, царь Такшашилы участвовал лично и едва не был пронзён копьём Пора, когда подъехал к нему, требуя, чтобы он сдался.
С 175 года до н. э. город находился в пределах Индо-греческого царства, которое просуществовало до 10 года н. э.
В империи Чандрагупты Таксила была столицей провинции. В бактрийский и парфянский период близ Таксилы вырос новый город — Сиркап, застроенный по регулярному плану, в котором лавки перемежались со ступами; город приобрёл эллинистический облик. Считается, что в I веке в Сиркапе-Таксиле проездом бывали пифагорейский мудрец Аполлоний Тианский и апостол Фома. Описывая жизнь Аполлония, его ученик Филострат сравнил Таксилу по размеру с Ниневией.
Кушанский царь Канишка основал третий город — Сирсух (археологам пока не удалось его изучить вследствие противодействия владельцев участка). Во II веке Таксила особенно расцвела: город стал центром буддийских монастырей, здесь пересекались караваны из Северной Индии и Средней Азии. В городе процветали ремёсла. Обильные находки сасанидских монет Шапура II свидетельствуют о том, что Таксила входила в его империю.
Город был разрушен белыми гуннами в V веке. Незадолго до разрушения его посетил китайский монах Фасянь; монах Сюаньцзан застал Таксилу уже в развалинах.

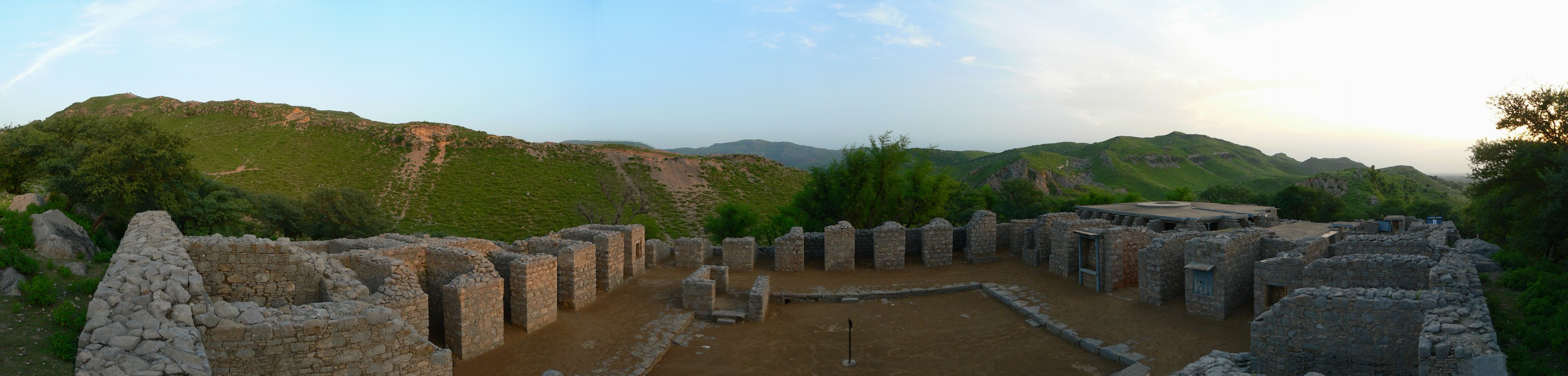
Руины раннебуддийского монастыря близ Таксилы